# Dwarf Fortress
Dwarf Fortress (oficjalnie jako Slaves to Armok: God of Blood Chapter II: Dwarf Fortress) – darmowa gra komputerowa na platformy Microsoft Windows, Linux i Mac OS X. Akcja gry rozgrywa się w świecie typu „high fantasy” i polega na kontroli osady krasnoludów. Gra łączy w sobie elementy gier strategicznych i roguelike. Prace nad nią rozpoczęły się w 2002 roku, a pierwsze wydanie gry pojawiło się w 2006. Projekt, mimo długiego już okresu istnienia, nadal znajduje się w fazie alfa – regularnie dodawane są nowe funkcje i możliwości, jak i naprawiane błędy oraz problemy trapiące graczy. Gra znana jest ze swojej skomplikowanej, bogatej rozgrywki i wysokiego poziomu trudności.
Pod koniec 2022 roku gra została wydana na platformie Steam w ulepszonej graficznie wersji, spotykając się z bardzo pozytywnymi recenzjami i stając się jednym z bestsellerów tej platformy, co zaskoczyło nawet samych projektantów.

## Rozgrywka
Przed rozpoczęciem rozgrywki gra musi losowo wygenerować świat tworząc kontynenty, miasta, osady itp. Pisana jest również historia świata, gdzie zarejestrowane są bitwy, narodziny i śmierci królów oraz inne istotne wydarzenia. Po wygenerowaniu świata gracz może wybrać jeden z dwóch trybów gry: standardowy Dwarf Fortress Mode, w który kontroluje się osadę krasnoludów oraz tryb Adventurer Mode, gdzie porusza się jednym bohaterem podróżującym po świecie. Dwarf Fortress posiada także tryb Legends Mode, który nie jest trybem rozgrywki, ale umożliwia graczowi poznanie historii swojego świata. Wszystkie wydarzenia oraz wykonywane czynności w grze są bardzo szczegółowo opisywane – przykładowo podczas walki gra skrupulatnie opisuje jakie poszczególne części ciała zostały zranione i w jaki sposób.
Nieoficjalnym mottem gry cytowanym przez graczy jest „przegrywanie jest fajne” (ang. Losing is Fun).

## Technikalia

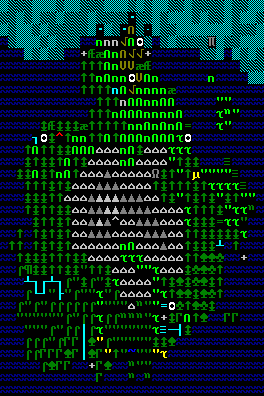
Dwarf Fortress – przykładowa mapa świata

Cała gra tworzona jest przez jednego programistę – Tarna Adamsa (znany również jako „ToadyOne”), który wraz z bratem Zachem Adamsem, odpowiedzialnym za wiele pomysłów w grze, stanowi firmę Bay 12 Games. Gra jest w fazie alfa, ale wiele najważniejszych elementów gry już jest gotowych. Adams podzielił rozwój gry na wątki – każdy z nich zawiera inne cele i dotyczy innych elementów gry. Tarn zaznaczył jednak, iż nie stanowią one żadnego chronologicznego planu projektu, mają jedynie pokazywać nad czym on aktualnie pracuje i czego można spodziewać się w przyszłości. Wersja 1.0, która pojawi się po zakończeniu faz alfa i beta, ma zawierać kampanie militarne, magię oraz wiele innych dodatków. Rozwój gry jest finansowany przez datki otrzymywane przez firmę od graczy; autor gry także bierze pod uwagę sugestie graczy.
Wizualna część gry wyświetlana jest w tekstowym trybie graficznym, gdzie wszystkie obiekty i postaci przedstawione są za pomocą znaków o różnych kolorach z lekko zmodyfikowanego zestawu CP437. Ponieważ wszystkie znaki są sprite’ami wczytywanymi z pliku graficznego i kolorowane w odpowiedni sposób, można w łatwy sposób podmienić je na pobrane z internetu zestawy grafik lub pobrać od razu „przerobioną” wersję gry.